# Vuelta a Murcia 2020
La Vuelta a Murcia 2020, quarantesima edizione della corsa e valevole come evento dell'UCI Europe Tour 2020 categoria 2.1, si svolse in due tappe il 14 e 15 febbraio 2020 su un percorso di 357,2 km, con partenza da Los Alcázares e arrivo a Murcia, in Spagna. La vittoria fu appannaggio del belga Xandro Meurisse, il quale completò il percorso in 8h45'55", precedendo il ceco Josef Černý e il tedesco Lennard Kämna.
Sul traguardo di Murcia 82 ciclisti, su 125 partiti da Los Alcázares, portarono a termine la competizione.

## Tappe
| Tappa  | Data        | Percorso                            | km    | Vincitore di tappa | Leader cl. generale |
| ------ | ----------- | ----------------------------------- | ----- | ------------------ | ------------------- |
| 1ª     | 14 febbraio | Los Alcázares > Caravaca de la Cruz | 177,6 | Xandro Meurisse    | Xandro Meurisse     |
| 2ª     | 15 febbraio | Santomera > Murcia                  | 179,6 | Luis León Sánchez  | Xandro Meurisse     |
| Totale | Totale      | Totale                              | 357,2 |                    |                     |

## Squadre partecipanti
| N.    | Cod. | Squadra                  |
| ----- | ---- | ------------------------ |
| 1-7   | AST  | Astana Pro Team          |
| 11-17 | BOH  | Bora-Hansgrohe           |
| 21-27 | CJR  | Caja Rural-Seguros RGA   |
| 31-37 | SVB  | Sport Vlaanderen-Baloise |
| 41-47 | BBH  | Burgos-BH                |
| 51-57 | MOV  | Movistar Team            |
| 61-67 | FOR  | Fundación-Orbea          |
| 71-77 | CWG  | Circus-Wanty Gobert      |
| 81-87 | KTX  | Kometa-Xstra             |

| N.      | Cod. | Squadra                     |
| ------- | ---- | --------------------------- |
| 91-97   | EKP  | Equipo Kern Pharma          |
| 101-107 | ARK  | Team Arkéa-Samsic           |
| 111-117 | GAZ  | Gazprom-RusVelo             |
| 121-127 | AVL  | Aviludo-Louletano           |
| 131-137 | CCC  | CCC Team                    |
| 141-147 | LOK  | Lokosphinx                  |
| 151-157 | RIW  | Riwal Readynez Cycling Team |
| 161-167 | RLY  | Rally Cycling               |
| 171-177 | WVA  | Bingoal-Wallonie Bruxelles  |

## Dettagli delle tappe

### 1ª tappa
- 14 febbraio: Los Alcázares > Caravaca de la Cruz – 177,6 km

Risultati
| Pos. | Corridore       | Squadra | Tempo    |
| ---- | --------------- | ------- | -------- |
| 1    | Xandro Meurisse | Circus  | 4h24'00" |
| 2    | Adam De Vos     | Rally   | a 4"     |
| 3    | Josef Černý     | CCC     | a 11"    |

| Pos. | Corridore       | Squadra | Tempo    |
| ---- | --------------- | ------- | -------- |
| 1    | Xandro Meurisse | Circus  | 4h24'00" |
| 2    | Adam De Vos     | Rally   | a 4"     |
| 3    | Josef Černý     | CCC     | a 11"    |

### 2ª tappa
- 15 febbraio: Santomera > Murcia – 179,6 km

Risultati
| Pos. | Corridore         | Squadra | Tempo    |
| ---- | ----------------- | ------- | -------- |
| 1    | Luis León Sánchez | Astana  | 4h21'28" |
| 2    | Omar Fraile       | Astana  | a 7"     |
| 3    | Josef Černý       | CCC     | s.t.     |

| Pos. | Corridore       | Squadra | Tempo    |
| ---- | --------------- | ------- | -------- |
| 1    | Xandro Meurisse | Circus  | 8h45'55" |
| 2    | Josef Černý     | CCC     | a 11"    |
| 3    | Lennard Kämna   | Bora    | a 17"    |

## Evoluzione delle classifiche
| Tappa              | Vincitore          | Classifica generale Maglia gialla | Classifica a punti Maglia bianca | Classifica scalatori Maglia rossa | Classifica a squadre |
| ------------------ | ------------------ | --------------------------------- | -------------------------------- | --------------------------------- | -------------------- |
| 1ª                 | Xandro Meurisse    | Xandro Meurisse                   | Xandro Meurisse                  | Nikita Stal'nov                   | Team Arkéa-Samsic    |
| 2ª                 | Luis León Sánchez  | Xandro Meurisse                   | Xandro Meurisse                  | Omar Fraile                       | Astana Pro Team      |
| Classifiche finali | Classifiche finali | Xandro Meurisse                   | Xandro Meurisse                  | Omar Fraile                       | Astana Pro Team      |

Maglie indossate da altri ciclisti in caso di due o più maglie vinte
- Nella 2ª tappa Adam de Vos ha indossato la maglia bianca al posto di Xandro Meurisse.

## Classifiche finali

### Classifica generale - Maglia gialla
| Pos. | Corridore           | Squadra    | Tempo    |
| ---- | ------------------- | ---------- | -------- |
| 1    | Xandro Meurisse     | Circus     | 8h45'55" |
| 2    | Josef Černý         | CCC        | a 11"    |
| 3    | Lennard Kämna       | Bora       | a 17"    |
| 4    | Thibault Guernalec  | Arkéa      | a 5'49"  |
| 5    | Nikita Stal'nov     | Astana     | a 5'58"  |
| 6    | Jefferson A. Cepeda | Caja Rural | a 6'01"  |
| 7    | Héctor Carretero    | Movistar   | a 6'15"  |
| 8    | S. García González  | Kometa     | a 11'16" |
| 9    | Antonio Jesús Soto  | Fundación  | a 11'35" |
| 10   | Adam De Vos         | Rally      | a 12'46" |

### Classifica a punti - Maglia bianca
| Pos. | Corridore         | Squadra | Tempo |
| ---- | ----------------- | ------- | ----- |
| 1    | Xandro Meurisse   | Circus  | 39    |
| 2    | Josef Černý       | CCC     | 32    |
| 3    | Luis León Sánchez | Astana  | 25    |
| 4    | Lennard Kämna     | Bora    | 24    |
| 5    | Adam De Vos       | Rally   | 20    |

### Classifica scalatori - Maglia rossa
| Pos. | Corridore           | Squadra    | Punti |
| ---- | ------------------- | ---------- | ----- |
| 1    | Omar Fraile         | Astana     | 18    |
| 2    | Nikita Stal'nov     | Astana     | 18    |
| 3    | Lennard Kämna       | Bora       | 13    |
| 4    | Alejandro Valverde  | Movistar   | 12    |
| 5    | Jefferson A. Cepeda | Caja Rural | 10    |

### Classifica a squadre
| Pos. | Squadra             | Tempo     |
| ---- | ------------------- | --------- |
| 1    | Astana Pro Team     | 26h56'57" |
| 2    | CCC Team            | a 8"      |
| 3    | Circus-Wanty Gobert | a 5'37"   |
| 4    | Bora-Hansgrohe      | a 6'45"   |
| 5    | Movistar Team       | a 11'56"  |